# Кривопаланачка костурница
Спомен костурница — војни споменик, костурница и капела у Кривој Паланци посвећена палим српским борцима у Балканским ратовима и Првом светском рату

## Локација
Костурница се налази на улазу у Криву Паланку, уз главну улицу „Св. Јоакима Осоговског“ и јужно од Градског парка.

## Историја
Споменик је подигнут за посмртне остатке српских војника погинулих у Македонији у ратовима од 1912. до 1918. године. Проглашен је спомеником културе. Реновиран је 2004. године.